# جورج‌تاون، شهرستان سنت ژوزف، ایندیانا
جورج‌تاون (به انگلیسی: Georgetown) یک منطقهٔ مسکونی در ایالات متحده آمریکا است که در ایندیانا واقع شده‌است. جورج‌تاون ۵٫۱ کیلومتر مربع مساحت و ۴٬۴۹۷ نفر جمعیت دارد و ۲۲۳ متر بالاتر از سطح دریا واقع شده‌است.